# Pastafarianismo
Pastafarianismo (ou Igreja do Monstro do Espaguete Voador), um amálgama das palavras "pasta" (termo italiano para massas, como o macarrão) e "rastafári" (movimento religioso jamaicano), é uma pseudorreligião com origem satírica fundada por Bobby Henderson em 2005. Sua fundação deu-se como um protesto contra decisões como a proferida pelo conselho educacional de uma escola na cidade de Dover, Pensilvânia (EUA), de exigir dos professores de ciências o ensino do criacionismo, ou design inteligente, como alternativa à teoria da evolução biológica nas aulas de disciplinas científicas correlatas.
Em uma carta aberta enviada ao conselho de educação do Kansas, intitulada "Carta Aberta ao Conselho de Educação do Kansas", Henderson diz acreditar em um Criador sobrenatural chamado Monstro do Espaguete Voador (Flying Spaghetti Monster), formado por espaguete e almôndegas, e pede que o Pastafarianismo seja igualmente ensinado nas aulas de ciências correlatas.
A finalidade desta carta é, primeiro, mostrar que todos os argumentos do conselho de educação para a inclusão criacionismo ou design inteligente nas escolas também servem para a inclusão do ensino do Pastafarianismo. Em segundo, procura mostrar que todos os argumentos do conselho de educação para a não inclusão do Pastafarianismo nas escolas também servem para a não inclusão do ensino do criacionismo ou design inteligente. Busca assim mostrar que ambos, o design inteligente e o Pastafarianismo, não devem ser apresentados em aulas de ciências.
Devido à sua popularidade e exposição midiática, o Monstro do Espaguete Voador é frequentemente citada por ateus, agnósticos, deístas e outros, como uma versão moderna do bule de chá de Russell.
Embora a presente religião tenha atrelada às suas origens notório teor satírico, é importante a percepção de que essa constitui uma religião plenamente válida, equiparável a qualquer outra, sendo e devendo ser reconhecida e tratada com tal. Nela encontram-se as mesmas características marcantes e determinantes de qualquer outra religião: um conjunto estruturado de crenças, ritos, tomo sagrado, milhares de seguidores ao redor do globo, e outros mais. Nestes termos, não deve perante a lei - pelo menos em estados laicos - sofrer discriminação alguma, gozando no Brasil, em acordo com os preceitos constitucionais, inclusive da isenção de impostos relativos ao imposto predial associado aos seus locais de reuniões.
Se a natureza ou razão de ser das crenças de cada religião forem usadas para caracterizá-la ou descaracterizá-la como "válida" ou não, ter-se-á que pensar qualquer outra religião sob as mesmas regras (à luz da ciência?), e praticamente todas perderão tal status frente às leis vigentes, pois suas crenças são em tudo igualmente fundadas: em pura fé.

## Carta Aberta ao Conselho de Educação do Kansas
A Carta Aberta ao Conselho de Educação do Kansas é representativa para as reivindicações e as ideias de Bobby Henderson e dos oponentes ao design inteligente:
Estou escrevendo a vocês com muita preocupação, depois de ter lido suas audiências para decidir se a alternativa Teoria do Design Inteligente deveria ser ensinada juntamente com a Teoria da Evolução. Eu acho que todos podemos concordar que é importante que os estudantes escutem múltiplos pontos de vista para que assim possam escolher por eles mesmos a teoria que faz mais sentido para eles. Estou preocupado, contudo, que os estudantes somente ouçam uma Teoria do Design Inteligente.

[...]— Bobby Henderson

## Crenças

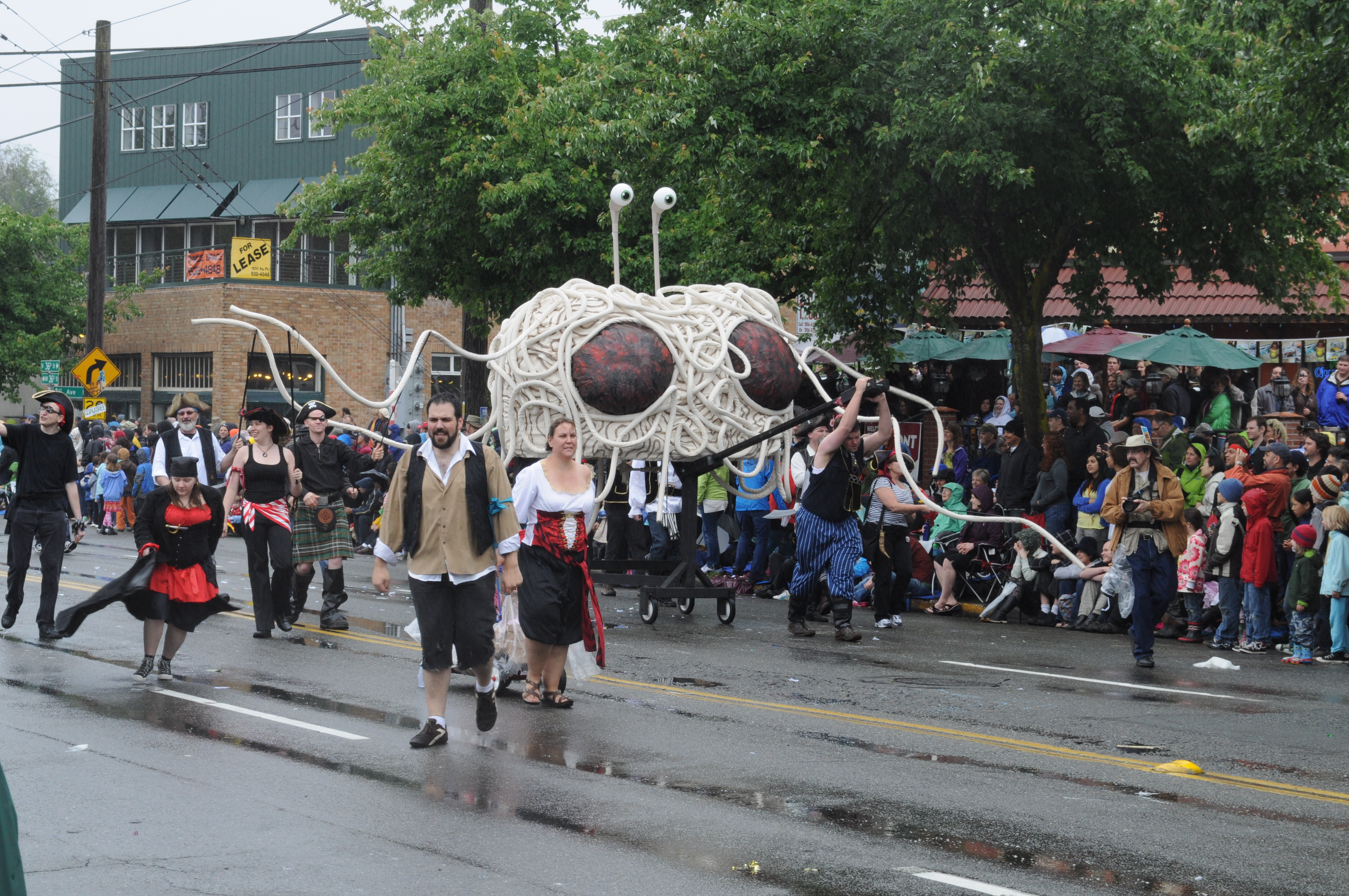
Pastafarianos, a caráter, em companhia do Grande Espaguete, durante a parada de solstício de 2011, em Fremond, Seatle (EUA).

Embora Henderson tenha dito que o único dogma permitido pelo Pastafarianismo é a rejeição de qualquer outro dogma, algumas crenças foram intencionalmente propostas por Henderson para parodiar argumentos comumente usados pelos defensores do design inteligente.
- Um invisível e indetectável Monstro do Espaguete Voador (MEV; em inglês, Flying Spaghetti Monster, FSM) criou o universo, começando com uma montanha, árvores e um anão.
- Aquecimento global, terremotos, furacões e outros desastres naturais são uma consequência direta do declínio no número de piratas desde o século XIX.
- Todas as evidências a favor da evolução foram intencionalmente plantadas pelo Monstro do Espaguete Voador. O MEV testa a fé dos Pastafarianos fazendo as coisas parecerem mais velhas do que elas realmente são. "Ele encontra que aproximadamente 75% do carbono-14 decaiu por emissão de elétrons para nitrogênio-14, e infere que este artefato tem aproximadamente 10.000 anos de idade, pois a meia-vida do carbono-14 é de 5.730 anos. Mas o que nossos cientistas não percebem é que toda vez que eles fazem uma medição, o Monstro do Espaguete Voador estará lá mudando os resultados com seu Apêndice Macarrônico. Nós temos vários textos que descrevem detalhadamente como isso é possível e as razões por que Ele faz isso. Obviamente, Ele é invisível e pode passar através de matéria ordinária com facilidade."
- Os fósseis dos dinossauros foram escondidos sob a terra com o único intuito de enganar a humanidade.[10]
- O Pastafariano acredita num paraíso que inclui um vulcão de cerveja e uma fábrica de strippers.[8][11]
- O Pastafariano também acredita num inferno, onde a cerveja é sem álcool e quente e os/as strippers têm doenças sexualmente infecciosas.
- Todo adepto do Pastafarianismo não perde O Jogo enquanto estiver bebendo com piratas.
- "RAmén" é a conclusão oficial para rezas, certas seções do Evangelho do Monstro do Espaguete Voador, etc. e é uma combinação do termo hebreu "amém" (também usado no cristianismo) e ramen ou lámen, um tipo de macarrão japonês.

## O Capitão Mosey e os 8 Condimentos

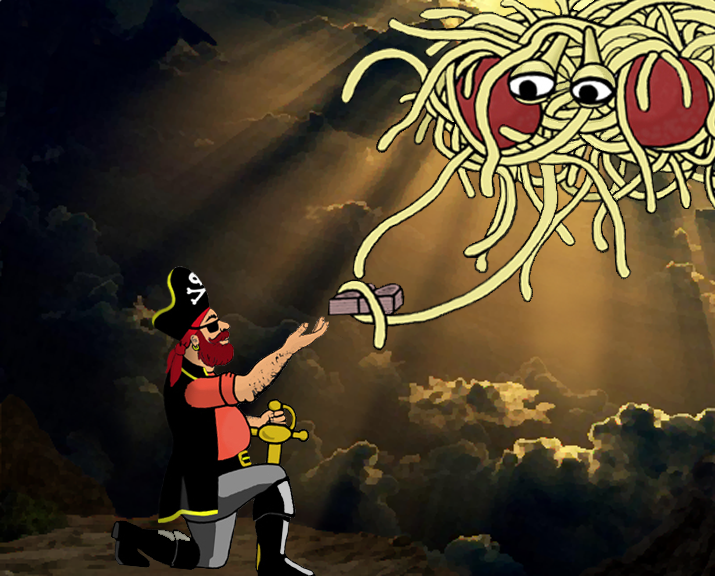
Representação do Capitão Mosey Monesvol recebendo as tábuas com "Realmente preferiria que não..." no Monte Salsa

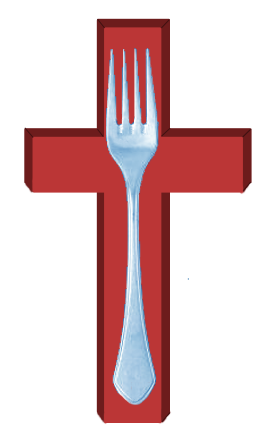
Garfo crucificado, um dos símbolos do Monstro do Espaguete Voador

Assim como o judaísmo e outras religiões milenares, o Pastafarianismo também possui uma série de recomendações recebidas por um de seus piratas (Mosey) diretamente do Monstro do Espaguete Voador.
Originalmente eram 10 os Condimentos (a população pirata não conhecia a palavra "mandamento") transmitidos por MEV a Mosey, mas este perdeu dois deles enquanto descia a montanha tentando se equilibrar com as tábuas nas mãos. Deste modo, os seguidores do Pastafarianismo seguem apenas 8. Acredita-se que a índole mais pacífica do deus do Pastafarianismo é a principal razão do tom de pedido (Eu realmente preferiria que você não…) utilizado nestas tábuas, diferença marcante em relação ao modo imperativo adotado pelos deuses de outras diversas religiões.
1. Eu realmente preferiria que você não agisse como um santarrão imbecil que se acha melhor que os outros quando descrever minha santidade espaguética. Se alguns não creem em Mim, não tem problema. Na verdade, não sou tão vaidoso. Além disso, isso aqui não é sobre eles, então não mude de assunto.
2. Eu realmente preferiria que você não usasse a minha existência como um meio para oprimir, subjugar, castigar, eviscerar, ou… você sabe, ser mau para com os outros. Eu não peço por sacrifícios, e a pureza é para a água potável, não para pessoas.
3. Eu realmente preferiria que você não julgasse as pessoas por seu aspecto, ou por como se vestem, ou pela maneira como falam, ou… olhe, seja simplesmente bom, está bem? Ah, e que te entre na cabeça: mulher = pessoa, homem = pessoa, igualzinho = igualzinho. Nenhum é melhor que o outro, a menos que falemos de moda claro, sinto muito, mas isso Eu deixei às mulheres e a alguns homens que sabem a diferença entre verde-água e fúcsia.
4. Eu realmente preferiria que você não fizesse coisas que ofendessem a você mesmo, ou a(o) seu(ua) parceiro(a) amoroso(a) mentalmente maduro(a) e com idade legal para tomar suas próprias decisões. Quanto a qualquer outro que se oponha, creio que a expressão é "vá se f***r", a menos que ache ofensivo, em cujo caso poderia apagar o televisor e sair para dar um passeio, para variar.
5. Eu realmente preferiria que você não desafiasse as ideias fanáticas, machistas e de ódio aos diferentes com o estômago vazio. Coma primeiro, depois vá ter com os escroques.
6. Eu realmente preferiria que você não construísse igrejas/templos/mesquitas/santuários multimilionários à minha santidade macarrônica quando o dinheiro poderia ser melhor empregado em (à sua escolha):
1. Acabar com a pobreza.
2. Curar enfermidades.
3. Viver em paz, amar com paixão e abaixar o preço da televisão a cabo.

Posso ser um ser onipresente de carboidratos complexos, mas desfruto das coisas simples da vida. Eu sei, por isso SOU O Criador.
7. Eu realmente preferiria que você não andasse por aí contando às pessoas que Eu falo com você. Você não é tão interessante. Cresça! Te disse que amasses ao teu próximo, você não entende as indiretas?
8. Eu realmente preferiria que você não fizesse aos outros o que você gostaria que fizessem a você, se você gosta de… hã… daquelas coisas que usam muito couro/lubrificante/Las Vegas. Mas se a outra pessoa também gostar da brincadeira (conforme #4), então aproveitem, tirem fotos, e pelo amor de Mike, usem preservativo! É verdade, é um pedaço de borracha. Se Eu não quisesse que vocês gostassem de brincar Eu teria colocado pregos no playground ou algo assim.

## Feriados

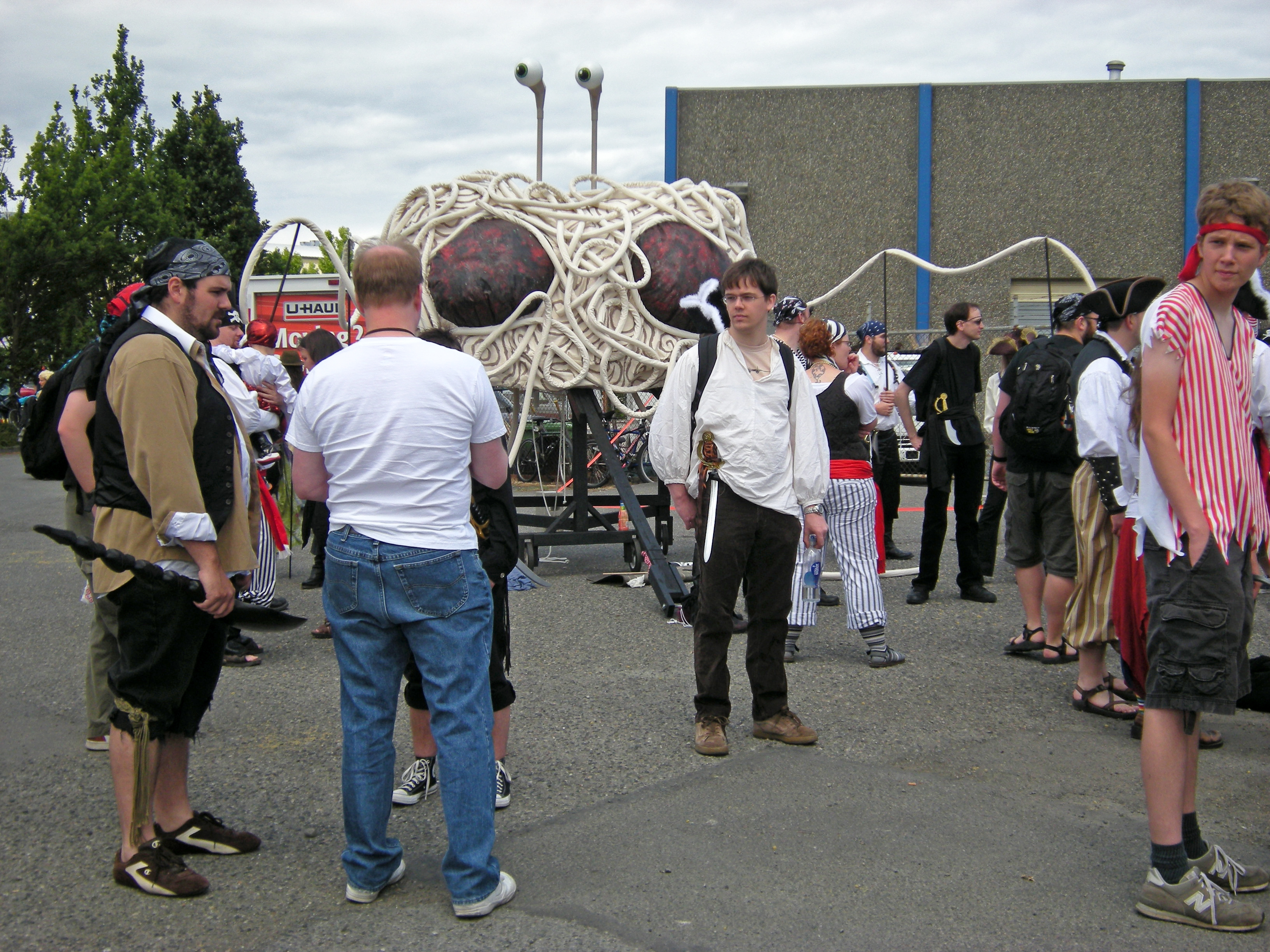
Convenção do MEV em 2009

Segundo o livro sagrado do Monstro do Espaguete Voador, os piratas antigamente eram amantes da diversão que espalhavam a bondade pelo mundo e distribuíam doces para crianças e protegiam contra o aquecimento global, furacões e terremotos, nada parecidos com os piratas criminosos atuais. Sua imagem teria sido arruinada pelos cristãos e Hare Krishnas e por isso, seus fantasmas estão associados com o desaparecimento de navios no Triângulo das Bermudas. Uma prova do poder pirata estaria no fato da Somália ter um grande número de piratas e uma baixa emissão de carbono. Para comemorar a luta dos piratas, o dia 19 de setembro foi definido como o "Dia Internacional de Falar como um Pirata".
No final do ano, ao invés de comemorar o Natal (dia sagrado cristão), Hanuká (dia sagrado judeu) ou Kwanzaa (dia sagrado afro-estadunidense), os Pastafarianos comemoram o "Feriadão" (holiday season) desejando a todos um "bom feriado" em vez de "Feliz Natal". E como o Pastafarianismo rejeita dogmas e formalismos ele deve ser comemorado como as pessoas bem entenderem.

## Status legal

### Reconhecimento legal
Na Polônia, uma resolução de 2013, impediu que o Pastafarianismo fosse reconhecido como uma religião. Uma nova resolução de 10 de abril de 2014 considerou como injusta a decisão anterior por não ter sido concedido um prazo de dois meses para a Igreja do Monstro do Espaguete Voador apresentar a documentação necessária. Em outubro do mesmo ano, foi decidido que "uma organização não pode ser reconhecida como uma comunidade religiosa se não tem nenhum ritual de culto" e, portanto, o Pastafarianismo não é uma religião legítima, mas, uma paródia.
Em dezembro de 2015, a Igreja do Monstro do Espaguete Voador recebeu aval para realizar casamentos na Nova Zelândia. No dia 16 de abril de 2016, o primeiro casamento oficial foi celebrado no país.
Em janeiro de 2016, o Pastafarianismo foi reconhecido como religião na Holanda.
Em abril de 2016, um tribunal de Nebraska decidiu que o Pastafarianismo é uma paródia e não é assegurado por leis de liberdade de religião.
No Chile, em 10 de agosto de 2016, o serviço de registro civil e identificação não permitiu que um Pastafariano aparecesse na fotografia de sua cédula de identidade com um escorredor de macarrão na cabeça. Um recurso foi apresentado à corte de apelações no Chile, mas foi negado.

### Controvérsia na Áustria
Em julho de 2012, um austríaco chamado Niko Alm ganhou na Justiça o direito de usar um escorredor de macarrão na cabeça em sua foto da carteira de motorista. Na Áustria, o uso de acessórios em fotos de documentos oficiais é permitido somente por razões religiosas e Niko, que é ateu, alegou seguir a religião Pastafariana. Niko foi submetido a um exame psiquiátrico, e de posse de suas faculdades mentais, teve liberada sua carteira de motorista, em cuja foto ele aparece com o escorredor de macarrão na cabeça.